# Carry-flagga
I datorprocessorer är carry-flaggan (vanligtvis betecknad med C) en bit (flagga) i processorns statusregister som används för att markera att en addition har genererat en "minnessiffra" eller att en subtraktion har tvingats "låna". Carry-flaggan används även av vissa processorer vid vissa rotationer och skiftoperationer, medan andra har en särskild flagga för detta (X). Vid subtraktioner finns det två olika standarder, de flesta sätter carry-flaggan vid "lån", medan andra (som 6502 och PIC) nollställer den.
Man skall inte blanda samman carry-flaggan med overflow-flaggan.